# Lake Shore and Michigan Southern Railway
 (janvier 2022).
Le Lake Shore and Michigan Southern Railway (LS&MS), appelé aussi Lake Shore, était un chemin de fer américain de classe I qui apparut en 1869 à la suite de la fusion de plusieurs compagnies. Il reliait Buffalo à Chicago, Illinois principalement en longeant la rive sud du lac Erié et en traversant le nord de l'Indiana. En 1914, il fusionna dans le New York Central Railroad et constitua une part importante de la Water Level Route. En 1968 le New York Central fusionna avec le Pennsylvania Railroad pour donner le Penn Central, lequel fut à son tour intégré à Conrail en 1976. En 1998, CSX et Norfolk Southern Railway se partagèrent Conrail : le réseau de l'ex LS&MS situé à l'est de Cleveland revint à CSX, et celui à l'ouest à NS. La ligne entre Buffalo et Chicago héberge également les trains de voyageurs de l'Amtrak en provenance de New York. La Water Level Route demeure un corridor majeur.

## Les origines: 1835-1869

### De Toledo à Chicago
L'Erie and Kalamazoo Railroad fut créé le 22 avril 1833 sur le Territoire du Michigan pour relier Toledo sur le lac Erié à Adrian sur la rivière Raisin. Après la Guerre de Toledo, le Michigan céda cette ville à l'Ohio, et devint un État en récupérant la péninsule supérieure. C'est avec des trains tractés par des chevaux que la compagnie commença son activité le 2 novembre 1836. La première locomotive, l'Adrian n°1, arriva en août 1837.
Le Buffalo and Mississippi Railroad fut créé le 6 février 1835 pour relier Buffalo, New York au fleuve Mississippi. Il fut rebaptisé Northern Indiana Railroad le 6 février 1837, car il projetait de circuler de la frontière est de l'Indiana à Michigan City sur le lac Michigan. Mais la crise financière de 1873 n'arrangea pas les choses. Des terrassements furent réalisés entre Michigan City et La Porte en 1838, mais l'argent finit par manquer.
Vers 1838, l'État du Michigan commença à construire le Southern Railroad qui devait relier Monroe sur le lac Erié à New Buffalo sur le lac Michigan. La ligne relia Monroe à Petersburg en 1839, puis atteignit Adrian en 1840, et Hillsdale en 1843. La ligne fut vendue le 9 mai 1846 au Michigan Southern Rail Road qui ne souhaitait plus atteindre New Buffalo mais Chicago. Il loua l'Erie and Kalamazoo le 1er août 1849 afin d'avoir un embranchement vers Toledo.
Le Northern Indiana and Chicago Railroad fut créé le 30 novembre 1850 dans l'Illinois pour relier le Michigan à Chicago. La ligne relia le Michigan à South Bend le 4 octobre 1851, puis Chicago le 20 février 1852.
Le Northern Indiana Railroad fut créé le 3 mars 1851 dans l'Ohio pour réaliser une ligne plus directe entre Elkhart, Indiana et Toledo. Le 8 juillet 1853, les 2 Northern Indiana Railroads (Indiana et Ohio) fusionnèrent. Puis le 7 février 1855, le Northern Indiana & Chicago Railroad et le Buffalo & Mississippi Railroad fusionnèrent dans le Northern Indiana Railroad.
Le Northern Indiana fusionna à son tour le 25 avril 1855 avec le Michigan Southern Rail Road pour former le Michigan Southern and Northern Indiana Railroad. En 1858, le nouvel alignement  (Northern Indiana Air Line) entre Elkhart, Indiana et Air Line Junction à Toledo, Ohio fut achevé. La compagnie avait sa ligne principale entre Chicago et Toledo, avec une route alternative au sud du Michigan, et un embranchement vers Monroe, Michigan. D'autre part depuis le 1er juillet 1856, il louait le Detroit, Monroe and Toledo Railroad qui reliait ces 3 villes.

### De Erie à Cleveland
Le Franklin Canal Company fut créé le 21 mai 1844 pour construire une ligne entre Érié, Pennsylvanie et la frontière de l'Ohio à l'ouest.
Le Cleveland, Painesville and Ashtabula Railroad fut créé le 18 février 1848 pour relier Cleveland, Ohio au Flanklin Canal Company près de la frontière avec la Pennsylvanie.
La totalité de la ligne Érié – Cleveland fut ouverte le 20 novembre 1852. Le Cleveland, Painesville and Ashtabula racheta le Franklin Canal Company le 20 juin 1854.

### De Buffalo à Erie
Le Buffalo and State Line Railroad fut créé le 13 octobre 1849. Il relia Dunkirk, New York à la frontière avec la Pennsylvanie le 1er janvier 1852, puis Buffalo le 22 février.
L'Erie and North East Railroad fut créé le 12 avril 1842 pour relier la frontière de l'État de New York à Érié, Pennsylvanie. La ligne, construite avec un écartement large, ouvrit le 19 janvier 1852.
À cause de cet écartement large, un voyageur qui se déplaçait de Buffalo à Cleveland, devait d'abord changer de train à la frontière entre l'État de New York et la Pennsylvanie, puis après avoir parcouru seulement 32 km, il devait à nouveau changer à Érié. Le conflit entre les citoyens d'Érié et les chemins de fer, connu sous le nom de Erie Gauge War, débuta le 7 décembre 1853 et fut réglé le 1er février 1854.
Le Buffalo and State Line et l'Erie and North East fusionnèrent le 15 mai 1867 pour donner le Buffalo and Erie Railroad.

### De Cleveland à Toledo

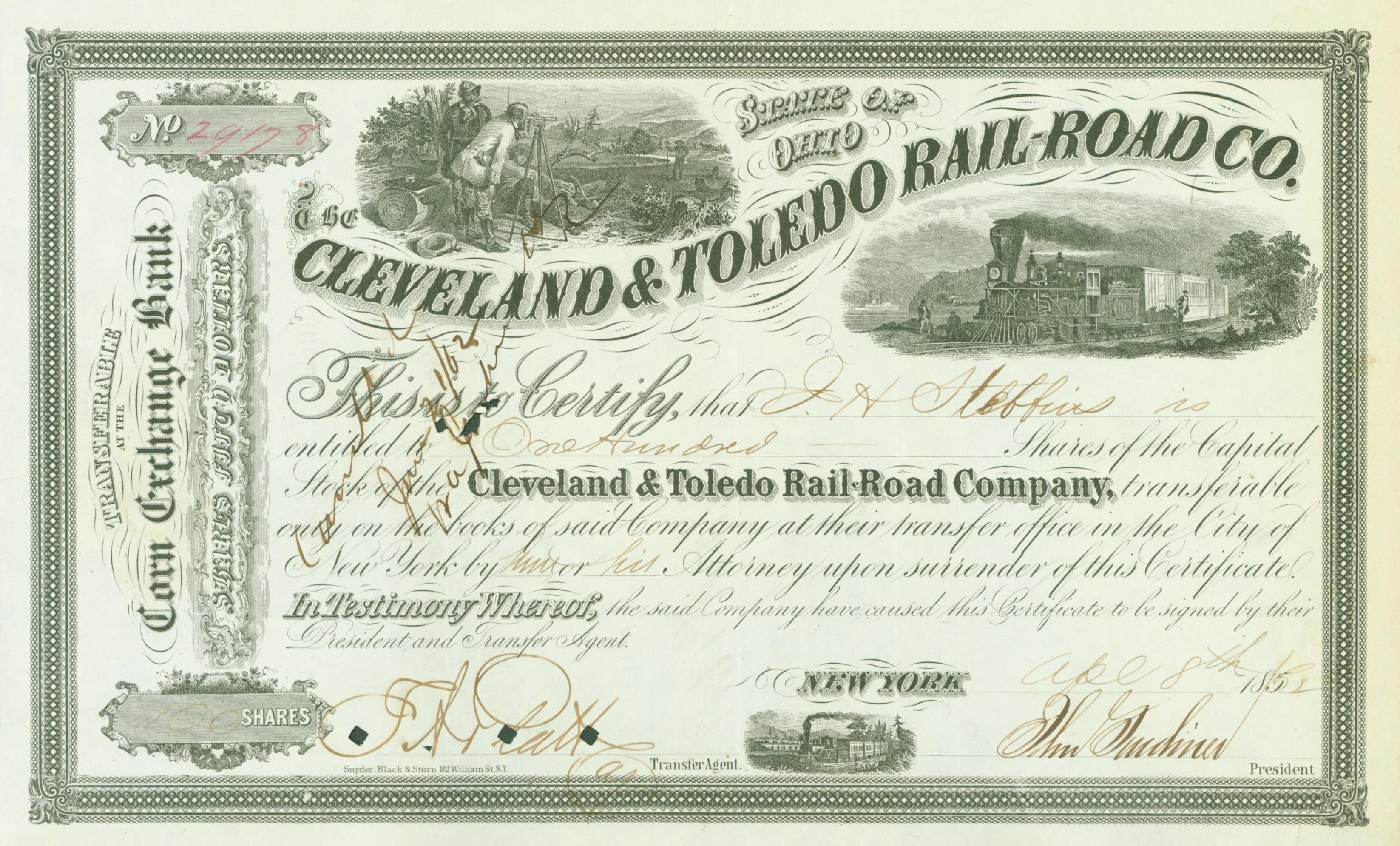
Action du Cleveland & Toledo Rail-Road Company en date du 8 avril 1862

Le Junction Railroad fut créé le 2 mars 1846 pour construire une ligne entre Cleveland et Toledo.
Le Toledo, Norwalk and Cleveland Railroad fut créé le 7 mars 1850 pour construire une ligne entre Toledo et Grafton, Ohio où passait le Cleveland, Columbus and Cincinnati Railroad. La ligne fut ouverte le 24 janvier 1853, permettant une liaison directe Buffalo-Chicago.
Le 1er septembre 1853, ces 2 compagnies fusionnèrent pour former le Cleveland and Toledo Railroad; le Junction Railroad devenant la Northern Division, et le Toledo, Norwalk and Cleveland la Southern Division. La Northern Division ouvrit entre Cleveland et Sandusky le 24 octobre 1853, puis le reste de la ligne vers Toledo le 24 avril 1855. Une partie de la Northern Division située à l'ouest de Sandusky fut abandonnée à cause du manque de trafic, mais en 1872, la ligne fut relancée à la suite de sa fusion avec la Southern Division à Millbury (à l'est de Toledo). Entretemps, en 1866, la  Southern Division à l'est d'Oberlin fut abandonnée, et une nouvelle ligne fut construite vers Elyria sur la Northern Division, mettant un terme à l'utilisation du Cleveland, Columbus and Cincinnati Railroad.

### Les Consolidations
Le Cleveland, Painesville and Ashtabula Railroad loua le Cleveland and Toledo Railroad en octobre 1867. Il adopta ensuite le nom de Lake Shore Railway le 31 mars 1868, avant de fusionner le Cleveland and Toledo le 11 février 1869. 
Le 6 avril 1869, le Lake Shore et le Michigan Southern and Northern Indiana Railroad fusionnèrent pour constituer le Lake Shore and Michigan Southern Railway.

## Le Lake Shore and Michigan Southern Railway: 1869-1914

### La poursuite des fusions

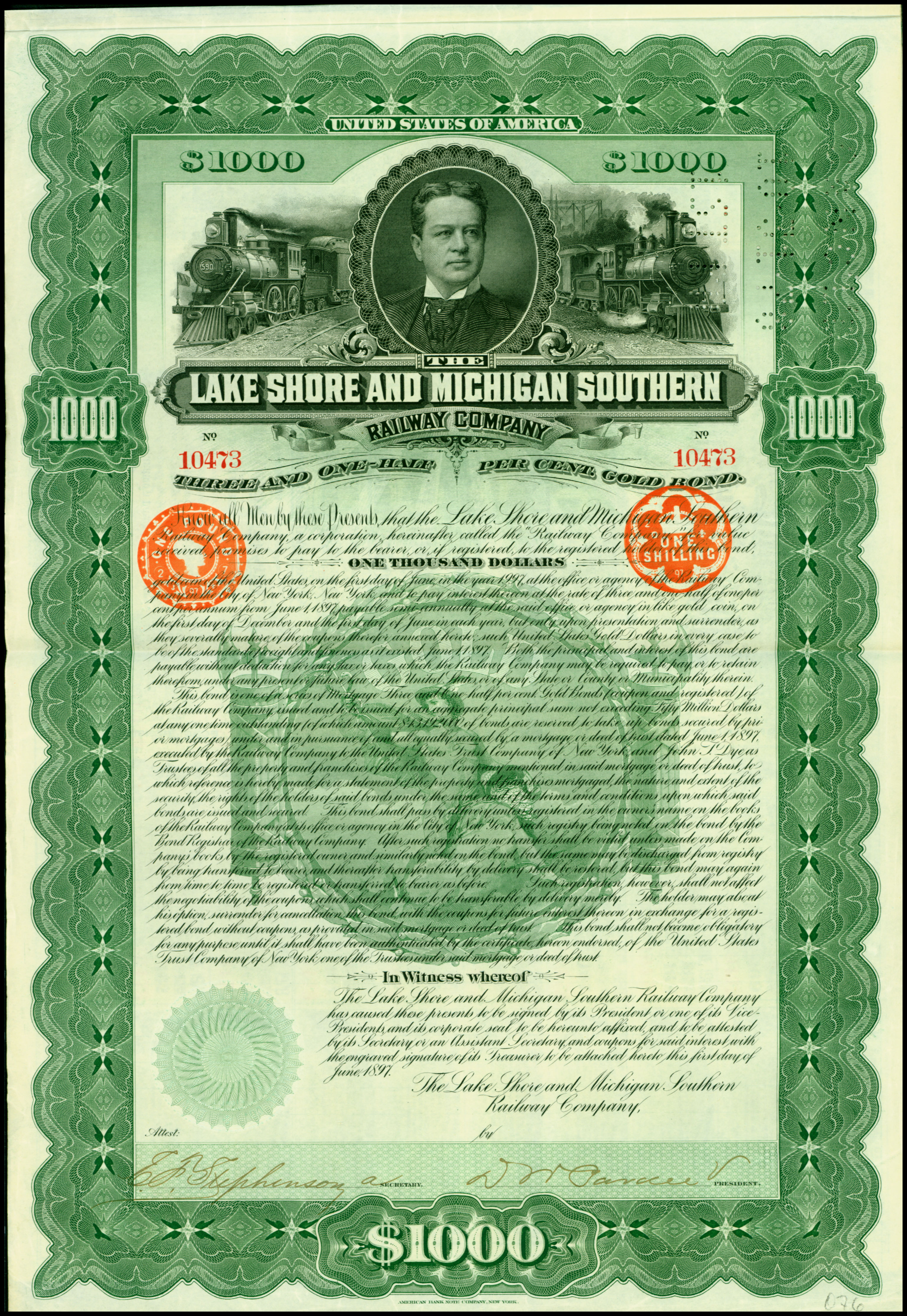
Gold Bond de la Lake Shore and Michigan Southern Railway Company en date du 1 Juin 1897

Le Lake Shore and Michigan Southern Railway absorba le Buffalo and Erie Railroad le 22 juin 1869, permettant à une seule compagnie de contrôler la route Buffalo- Chicago.
La route principale passait par Dunkirk, New York,  Érié, Pennsylvanie,  Ashtabula, Ohio, Cleveland, Ohio,  Toledo, Ohio,  Waterloo, Indiana, et South Bend, Indiana. Une route alternative (la  Sandusky Division) dans l'Ohio passait au nord de la ligne principale entre Elyria et Millbury (à partir de 1872). De Toledo à Elkhart, Indiana, la Old Road passait par Adrian dans le sud du Michigan, tandis que la route directe (Air Line Division ou Northern Indiana Air Line) passait par  Waterloo. Avec les nombreux embranchements qui furent acquis, le Monroe Branch reliait Adrian, Michigan à Monroe, où se trouvait le Detroit, Monroe and Toledo Railroad qu'il louait.

### Accident ferroviaire d'Ashtabula
Ashtabula (Ohio) : le train no 5, The Pacific Express, du Lake Shore & Michigan Southern Railroad avec 159 voyageurs à bord, provoqua l'effondrement du pont sur l'Ashtabula. Onze voitures du train furent précipitées et détruites par un incendie dû aux poêles assurant le chauffage du train : 92 morts et 64 blessés[réf. nécessaire].
Le Pacific Express n°5 quitta Érié le 29 décembre 1876 sous la neige. Alors qu'il franchissait le pont sur l'Ashtabula River à 90 m de la gare d'Ashtabula, le pont s'effondra entrainant avec lui le train et ses 159 passagers 21 m plus bas. Il y eut 92 morts (dont le chanteur compositeur Philip Bliss) et 48 blessés. Ce fut la pire catastrophe ferroviaire des États-Unis de l'époque. Deux des ingénieurs qui conçurent ce pont finirent par se suicider.

### Dans l'orbite de Cornelius Vanderbilt
Vers 1877 Cornelius Vanderbilt et son New York Central and Hudson River Railroad prit la majorité du capital du Lake Shore and Michigan Southern Railway. Sa ligne apportait une extension idéale à la ligne principale du New York Central entre Buffalo et Chicago, et s'ajoutait à la route au sud de l'Ontario (Cabada Southern Railway et Michigan Central Railroad).

## Le New York Central Railroad: 1914-1968
Le 22 décembre 1914 le New York Central and Hudson River Railroad fusionna avec le Lake Shore and Michigan Southern Railway pour former le New York Central Railroad (NYC).
La ligne principale qui passait au sud entre Toledo et Elyria, finit par passer au nord via la Sandusky Division.

## Du Penn Central à Conrail: 1968-1998
Le 1er février 1968, le New York Central Railroad fusionna avec le Pennsylvania Railroad pour constituer le Penn Central. Le Penn Central se déclara en banqueroute le 21 juin 1970, et finit par intégrer Conrail en 1976. Cette même année, la Southern Division entre Elyria et Millbury fut abandonnée; des portions furent reconverties en piste de randonnée sous le nom de North Coast Inland Trail. Sous la direction de Conrail, la ligne principale appelée Lake Shore main fut intégrée à la Chicago Line reliant New York City à Chicago.

## Le CSX, le Norfolk Southern et l'Amtrak: depuis 1998
En 1998 CSX et Norfolk Southern Railway se partagèrent Conrail.
La Chicago Line à l'est de Cleveland, Ohio revint à CSX, et fut partagée en plusieurs subdivisions:
- La Lake Shore Subdivision : entre Buffalo, New York et Érié, Pennsylvanie.
- L'Erie West Subdivision : entre Érié et l'est de Cleveland, Ohio.
- La Cleveland Terminal Subdivision vers le centre-ville de Cleveland.

La Chicago Line située entre la jonction avec le Cleveland and Pittsburgh Railroad à l'ouest de Chicago et Chicago fut attribuée au Norfolk Southern qui conserva son nom.
Le Lake Shore Limited de l'Amtrak en service entre New York City et Chicago emprunte l'ex ligne du LS&MS entre Buffalo ouest et Chicago. Le Capitol Limited en service entre Washington DC et Chicago arrive sur l'ex réseau de LS&MS à Cleveland au niveau de l'"Amtrak Connection".
Les trains de voyageurs sur la route originelle arrivaient à Chicago par la gare de LaSalle Street Station, mais désormais ils arrivent à l'Union Station grâce à la bifurcation de Whiting, Indiana qui les dirige sur la ligne parallèle de l'ancien Pittsburgh, Fort Wayne and Chicago Railway (ex filiale du Pennsylvania Railroad). 